# Nematalosa arabica
Nematalosa arabica és una espècie de peix pertanyent a la família dels clupeids.

## Descripció
- Pot arribar a fer 16,5 cm de llargària màxima.
- 17-26 radis tous a l'aleta anal.[4][5]

## Hàbitat
És un peix marí, pelàgic-nerític i de clima tropical (27°N-10°N, 41°E-65°E).

## Distribució geogràfica
Es troba a l'Índic occidental: des del golf d'Aden fins al golf d'Oman.

## Observacions
És inofensiu per als humans.